# Novgorodskoïe (oblast de Vladimir)
Novgorodskoïe (en russe : Новгородское) est un village de l'établissement rural de Novoaleksandrovo du raïon de Souzdal dans l'oblast de Vladimir. Sa population s'élevait à 35 habitants au recensement de 2021.

## Géographie
La localité est située dans l'oblast de Vladimir, un sujet de la Russie européenne, dans le district fédéral central. Novgorodskoïe est l'une des 138 localités du raïon de Souzdal, un raïon du centre-nord de l'oblast, dans la région naturelle de l'Opolié. Le centre administratif du raïon est la ville de Souzdal. 
Novgorodskoïe, comme tout l'oblast de Vladimir, est située dans le fuseau horaire MSK (heure de Moscou). Le décalage horaire appliqué par rapport au temps universel coordonné est +03:00.
La localité fait partie depuis 2004 de l'établissement rural de Novoaleksandrovo, une des cinq municipalités du raïon de Souzdal, qui a comme chef-lieu la localité de Novoaleksandrovo.

## Histoire
Sous l'Empire russe, la localité faisait partie du gouvernement de Vladimir. 

## Démographie
Recensements (*) et estimations de la population,,,,,,,:
| 1859 | 1905 | 1926* | 2002* |
| ---- | ---- | ----- | ----- |
| 264  | 290  | 273   | 34    |

| 2010* | 2021* | - | - |
| ----- | ----- | - | - |
| 23    | 35    | - | - |

En 2002, sur les 34 habitants, il y avait 100 % de Russes.